# Zeugaratos
Un zeugaratos (en grec byzantin ζευγαράτος/zeugarátos) désigne dans la documentation fiscale byzantine du XIe siècle au XIVe siècle un paysan propriétaire d'un zeugarion, unité économique et fiscale correspondant à une paire de bœufs. Les paysans ainsi désignés correspondent à la couche supérieure de la société villageoise dans la mesure où la possession d'un train de labour complet leur garantit une certaine indépendance économique. On a calculé que dans le village de Radolibos au début du XIIe siècle, la moyenne était de 0,8 bœuf par agriculteur — l'exploitant moyen était donc un boïdatos. La taille moyenne de l'exploitation d'un zeugaratos atteignait entre 8 et 10 ha dans ce même village.
Cette catégorie est utilisée par le fisc byzantin pour calculer l'impôt sur les personnes physiques en se fondant sur la valeur fiscale du cultivateur déterminée d'après les moyens de production dont il dispose — essentiellement la possession ou non d'un train de labour. L'impôt est ensuite fixé à 1/24 de cette valeur. Dans le Tarif fiscal du Parisinus, un parèque zeugaratos est évalué à 24 nomismata et doit donc un nomisma d'impôt. Il existe toutefois des variations dans cette évaluation : si le chiffre d'un nomisma d'impôt se rencontre bien à Obèlos (Macédoine orientale) ou à Alôpékai (Asie Mineure) au XIe siècle, en revanche les zeugaratoi de Dobrobikeia et Radolivos en Macédoine sont légèrement moins imposés avec 43/48 nomisma. Mais quelles que soient les variations sur l'estimation de l'assiette fiscale, on trouve en général l'équation suivante entre les différentes catégories de paysans pour le montant de l'impôt : 1 zeugaratos = 2 boïdatoi = 4 aktèmones = 8 aporoi.